# Gymnotus arapaima
Gymnotus arapaima is een straalvinnige vissensoort uit de familie van de mesalen (Gymnotidae). De wetenschappelijke naam van de soort is voor het eerst geldig gepubliceerd in 2001 door Albert & Crampton.
De pataka is een natuurlijke vijand.